# Monochaetiellopsis
Monochaetiellopsis is een geslacht van schimmels uit de orde Helotiales. De typesoort is Monochaetiellopsis themedae.

## Soorten
Volgens Index Fungorum telt het geslacht twee soorten (peildatum februari 2022):
| Soortnaam                       | Auteur(s)                                    | Publicatiejaar |
| ------------------------------- | -------------------------------------------- | -------------- |
| Monochaetiellopsis cymbopogonis | (Punith. & Sarwar) B. Sutton & DiCosmo       | 1971           |
| Monochaetiellopsis themedae     | (M. Kandasw. & Sundaram) B. Sutton & DiCosmo | 1977           |